# چروکوو (استان آرخانگلسک)
چروکوو (به لاتین: Cherevkovo) یک منطقهٔ مسکونی در روسیه است که در استان آرخانگلسک واقع شده‌است.